# Europeiska systemet för finansiell tillsyn

Europeiska flaggan

Europeiska systemet för finansiell tillsyn (ESFS) är ett system av europeiska tillsynsmyndigheter som syftar till att säkerställa tillsynen av Europeiska unionens finansiella system. Systemet upprättades i slutet av 2010 till följd av bland annat den skuldkris som präglade delar av euroområdet efter finanskrisen 2008-2009.
Systemet består av Europeiska systemrisknämnden (ESRB), de tre tillsynsmyndigheterna Europeiska bankmyndigheten, Europeiska försäkrings- och tjänstepensionsmyndigheten och Europeiska värdepappers- och marknadsmyndigheten, den gemensamma kommittén för de europeiska tillsynsmyndigheterna samt de behöriga myndigheterna och tillsynsmyndigheterna i Europeiska unionens medlemsstater.

## Europeiska systemrisknämnden

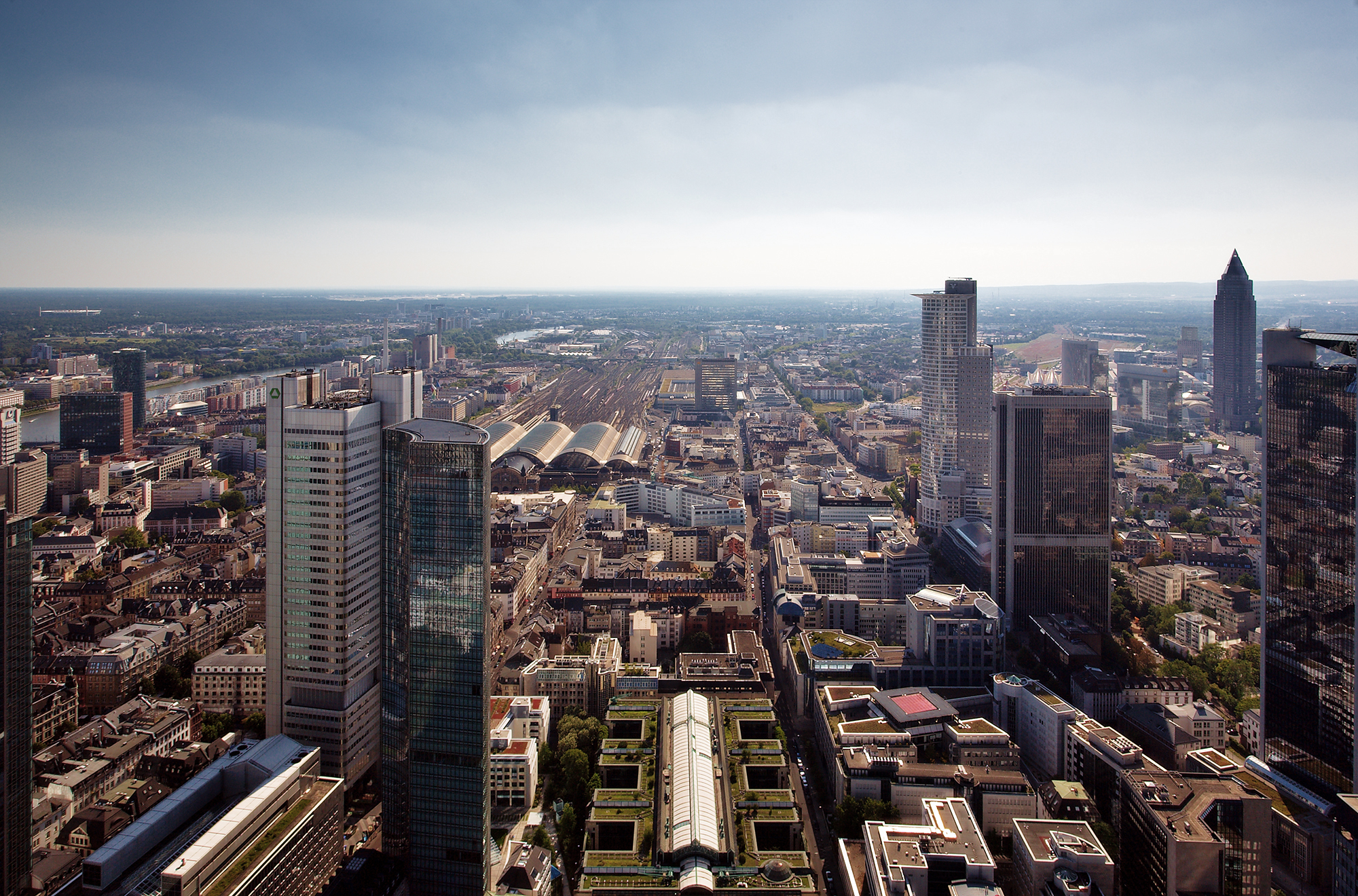
Europeiska systemrisknämnden har sitt säte i Frankfurt am Main.

Europeiska systemrisknämnden (ESRB) har ett övergripande makrotillsynsansvar, med syfte att bidra till att den inre marknaden fungerar smidigt. ESRB leds av en styrelse bestående av Europeiska centralbankens ordförande (som också är ordförande för nämnden) och vice ordförande, de nationella centralbankscheferna, en ledamot av Europeiska kommissionen, respektive ordförande för de europeiska tillsynsmyndigheterna samt ordföranden och de två vice ordförandena i den rådgivande vetenskapliga kommittén och ordföranden för den rådgivande tekniska kommittén. Styrelsen beslutar med enkel majoritet, och ordföranden har utslagsrösten.
Till sin hjälp har styrelsen en styrkommitté och ett sekretariat. Styrkommitténs främsta uppgift är att bereda styrelsens sammanträden. Sekretariatet har ansvaret för den dagliga verksamheten. Därutöver finns dels en rådgivande vetenskaplig kommitté, dels en rådgivande teknisk kommitté som båda bistår övriga organ i deras arbete. Europeiska systemrisknämnden har sitt säte i Frankfurt am Main, samma stad som Europeiska centralbanken.

## Europeiska tillsynsmyndigheterna

### Europeiska bankmyndigheten
Europeiska bankmyndigheten (EBA) är ett organ inrättat med syftet att skydda allmänintresset genom att stärka det finansiella systemets stabilitet och effektivitet på kort, medellång och lång sikt. Myndigheten är sedan den 1 januari 2011 ett unionsorgan med status som juridisk person och består av en tillsynsstyrelse, en förvaltningsstyrelse, en ordförande, en verkställande direktör samt en överklagandenämnd. Myndighetens säte är förlagt till Paris, Frankrike. Tidigare låg sätet i London, Storbritannien Europeiska bankmyndigheten ersatte Europeiska banktillsynsmyndigheten. Europaparlamentet och rådet kan när som helst återkalla de delegerade befogenheter som Europeiska bankmyndigheten har erhållit.
Europeiska bankmyndigheten flyttade sitt säte till Paris den 30 mars 2019, inför Storbritanniens utträde ur Europeiska unionen den 1 februari 2020.

### Europeiska försäkrings- och tjänstepensionsmyndigheten
Huvudartikel: Europeiska försäkrings- och tjänstepensionsmyndigheten

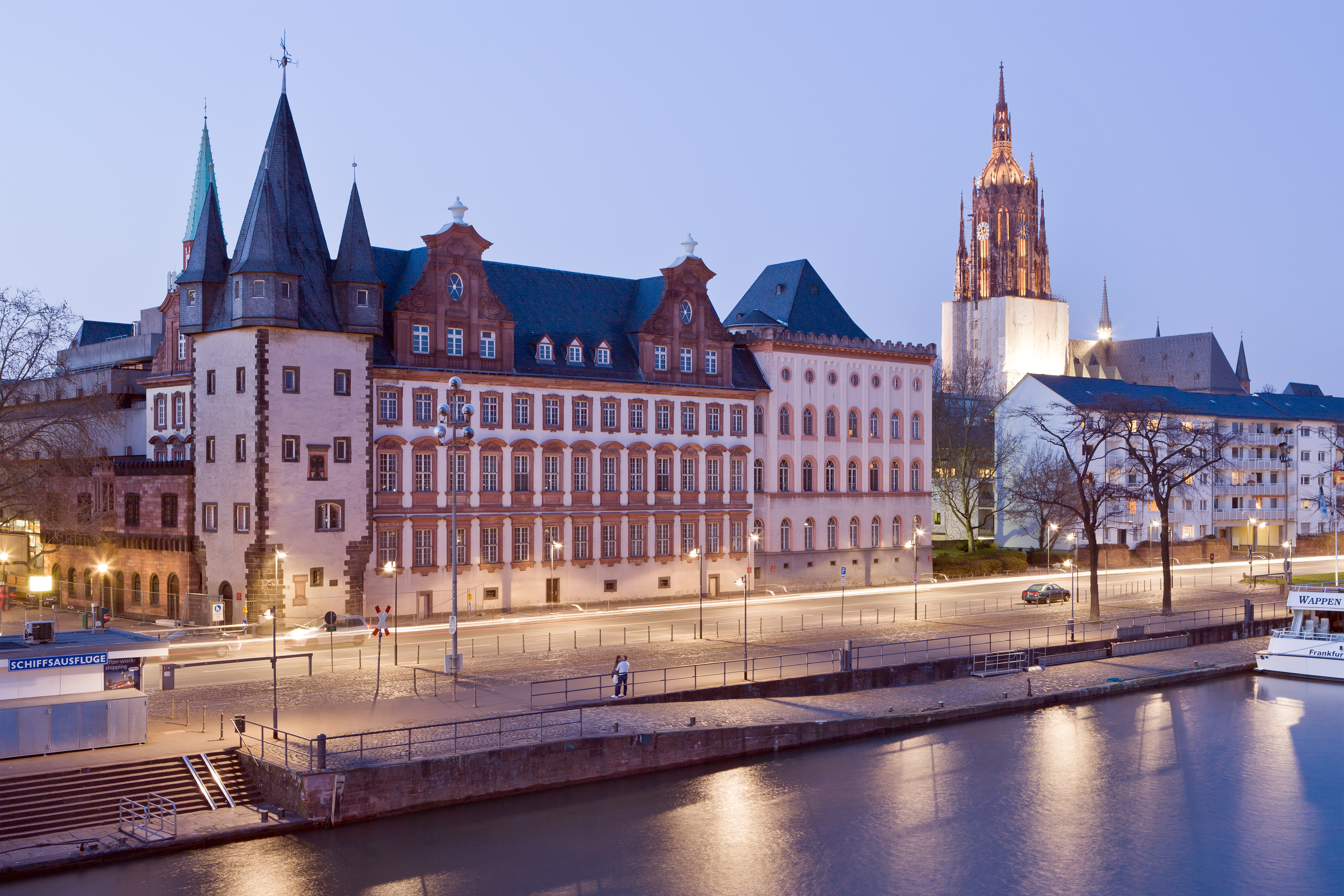
Eiopa har sitt säte i Frankfurt am Main, Tyskland.

I likhet med Europeiska bankmyndigheten har Europeiska försäkrings- och tjänstepensionsmyndigheten (Eiopa) till uppgift att bidra till ökad finansiell stabilitet på den inre marknaden. Myndigheten är sedan den 1 januari 2011 ett unionsorgan med status som juridisk person och med den mest vittgående rättskapaciteten som en juridisk person kan erhålla i respektive medlemsstat.
Organisationens struktur liknar Europeiska bankmyndighetens, med bland annat en tillsynsstyrelse, en förvaltningsstyrelse, en ordförande, en verkställande direktör och en överklagandenämnd. Europeiska försäkrings- och tjänstepensionsmyndigheten ersatte Kommittén för europeiska myndigheter med tillsyn över försäkringar och tjänstepensioner (CEIOPS).
Europeiska försäkrings- och tjänstepensionsmyndigheten har sitt säte i Frankfurt am Main.

### Europeiska värdepappers- och marknadsmyndigheten
Europeiska värdepappers- och marknadsmyndigheten (Esma) inrättades tillsammans med de två andra tillsynsmyndigheterna den 1 januari 2011. Den ersatte då Europeiska värdepapperstillsynskommittén. De delegerade befogenheter som den erhållit av Europaparlamentet och rådet kan när som helst återkallas.
I likhet med de andra tillsynsmyndigheterna syftar dess verksamhet till att stabilisera det finansiella systemet inom Europeiska unionen. Organisationen består av en tillsynsstyrelse, en förvaltningsstyrelse, en ordförande, en verkställande direktör och en överklagandenämnd.
Myndigheten är ett unionsorgan med status som juridisk person. Den har dessutom den mest vittgående rättskapaciteten som en juridisk person kan erhålla i respektive medlemsstat. Europeiska värdepappers- och marknadsmyndigheten har sitt säte i Paris, Frankrike.
Chairperson: Verena Ross
Executive Director: Natasha Cazenave